# 1981 في النرويج
فيما يلي قوائم الأحداث التي وقعت خلال عام 1981 في النرويج.

## سياسة

### تعيين في المنصب
- 4 يناير – غرو هارلم برونتلاند رئيس وزراء النرويج.

### انتهاء فترة المنصب
- 4 يناير – أودفار نوردلي رئيس وزراء النرويج.
- 14 أكتوبر – غرو هارلم برونتلاند رئيس وزراء النرويج.

## مواليد

### يناير
- 9 يناير – أولي إرفيك لاعب كرة يد نرويجي.

### يونيو
- 2 يونيو – عافوه هيرش

### سبتمبر
- 8 سبتمبر – مورتن غامست بيدرسن لاعب كرة قدم نرويجي.

### مايو
- 11 مايو – أود هاسل (مواليد 1897)

### سبتمبر
- 25 سبتمبر – بير إيرلاند برغ وندلبو (مواليد 1927) عالم نبات نرويجي.